# Cung điện ở Antonin
Cung điện ở Antonin hay còn được biết đến với tên "Cung điện săn bắn ở Antonin" nằm ở làng Antonin, phía nam của tỉnh Wielkopolskie, đây là một cung điện được xây dựng vào những năm 1822 - 1824 cho Hoàng tử Antoni Radziwiłł và vợ Luiza Hohenzollern, được thiết kế bởi kiến trúc sư nổi tiếng Karol Fryderyk Schinkel.

## Kiến trúc
Cung điện là một tòa nhà lớn, bốn tầng với cấu trúc bằng gỗ, được xây dựng trên một sơ đồ hình chữ thập theo kiến trúc của Hy Lạp. Phần chính của cung điện nằm ở trung tậm của chữ thập, có hình bát giác, đây như là một hội trường, chiếm toàn bộ không gian ở phần trung tâm, và chiều cao lên đến hết toàn bộ cung điện (không phân chia thành các tầng). Ở giữa có một cột trụ tròn, là nơi trưng bày các sản phẩm sẳn bắn của Hoàng tử (các sản phẩm đã được gia công).

## Khách mời đặc biệt
Fryderyk Chopin là khách mời đặc biệt của Hoàng tử Antoni Radziwiłł ở Antonin. Vào những năm 1827 và 1829, Fryderyk Chopin đã được mời đến thăm và ở lại tại cung điện. Hiện tại, ở mặc trước của cung điện có một tấm bia ghi lại những kỷ niệm trong hai lần viếng thăm của nhà soạn nhạc với lâu đài.

## Cung điện ngày nay
Hiện tại, cung điện là một di tích có giá trị về kiến trúc bằng gỗ, được bảo tồn tốt, bên trong được bổ sung thêm một quán cà phê và chỗ nghĩ cho khách du lịch. Ngoài ra, nơi đây còn thường xuyên diễn ra các buổi hòa nhạc cổ điển (được tổ chức trong phòng phòng trung tâm của cung điện). Cung điện được bao quanh bởi một công viên tuyệt đẹp, được thiết kế theo phong cách của Anh, tách biệt với khu rừng xung quanh Antonin.

## Thư viện ảnh

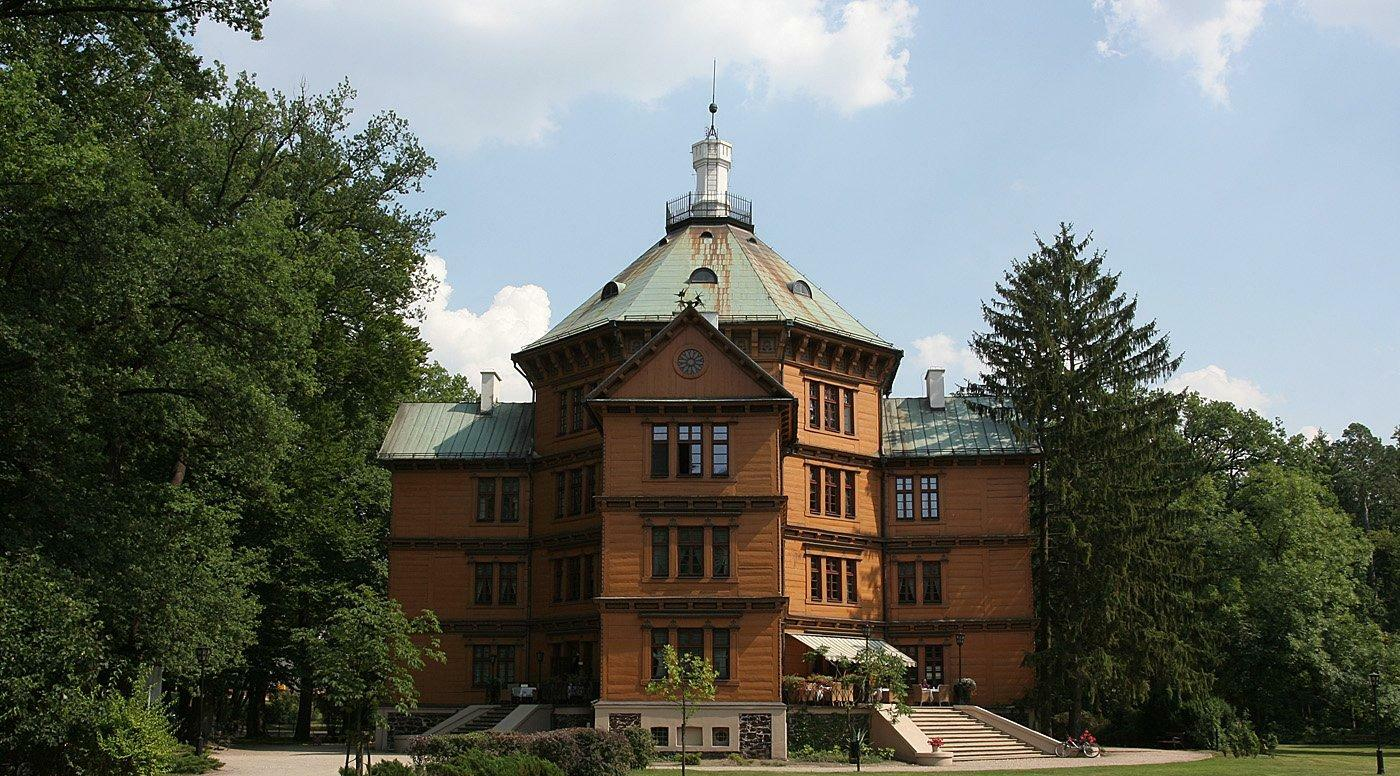
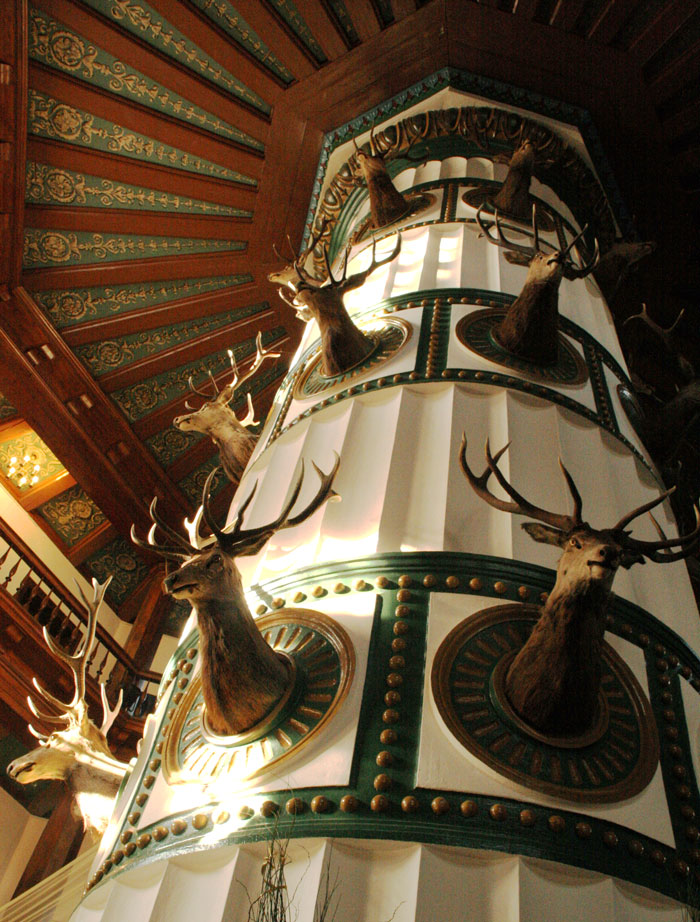
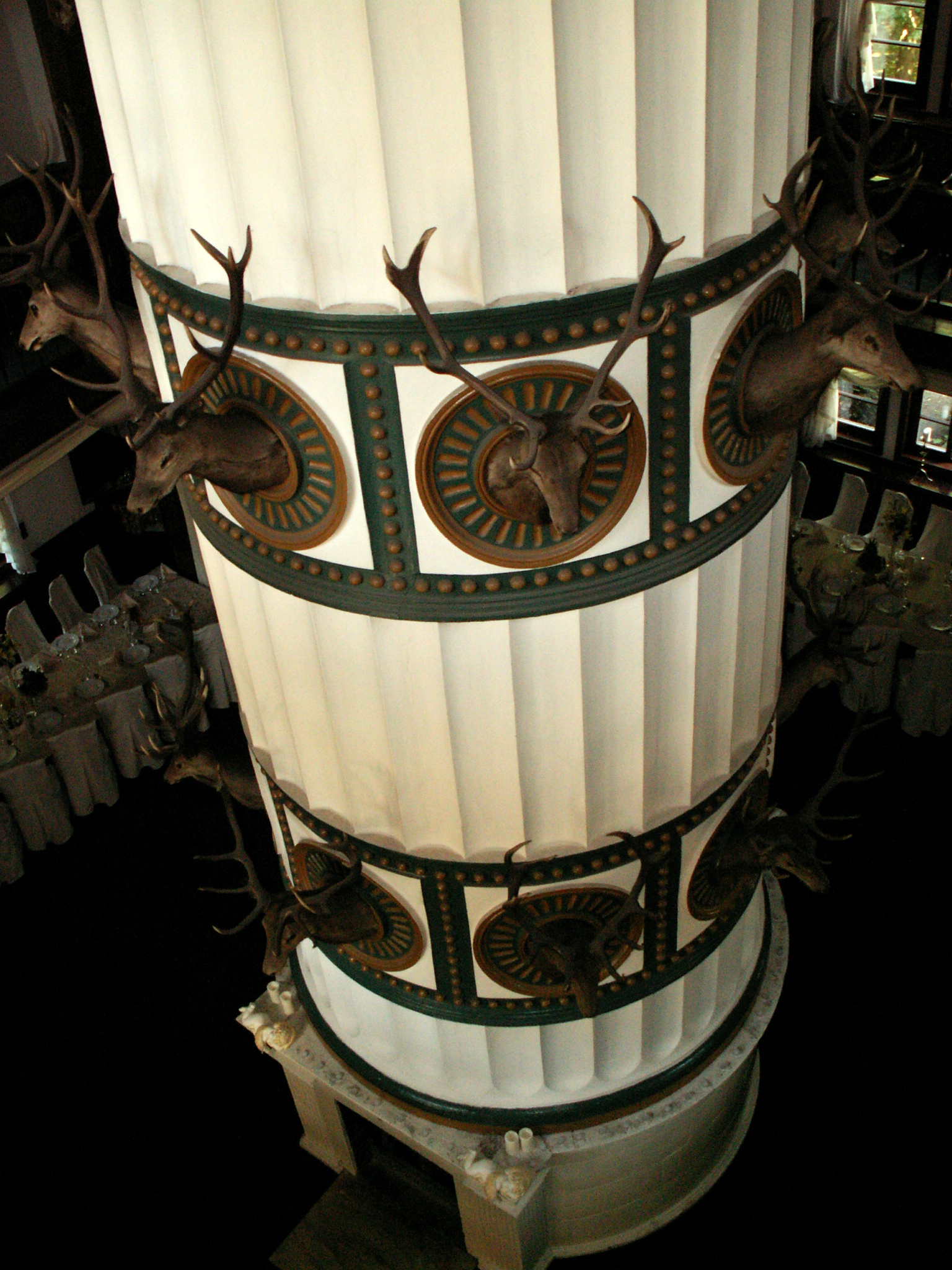
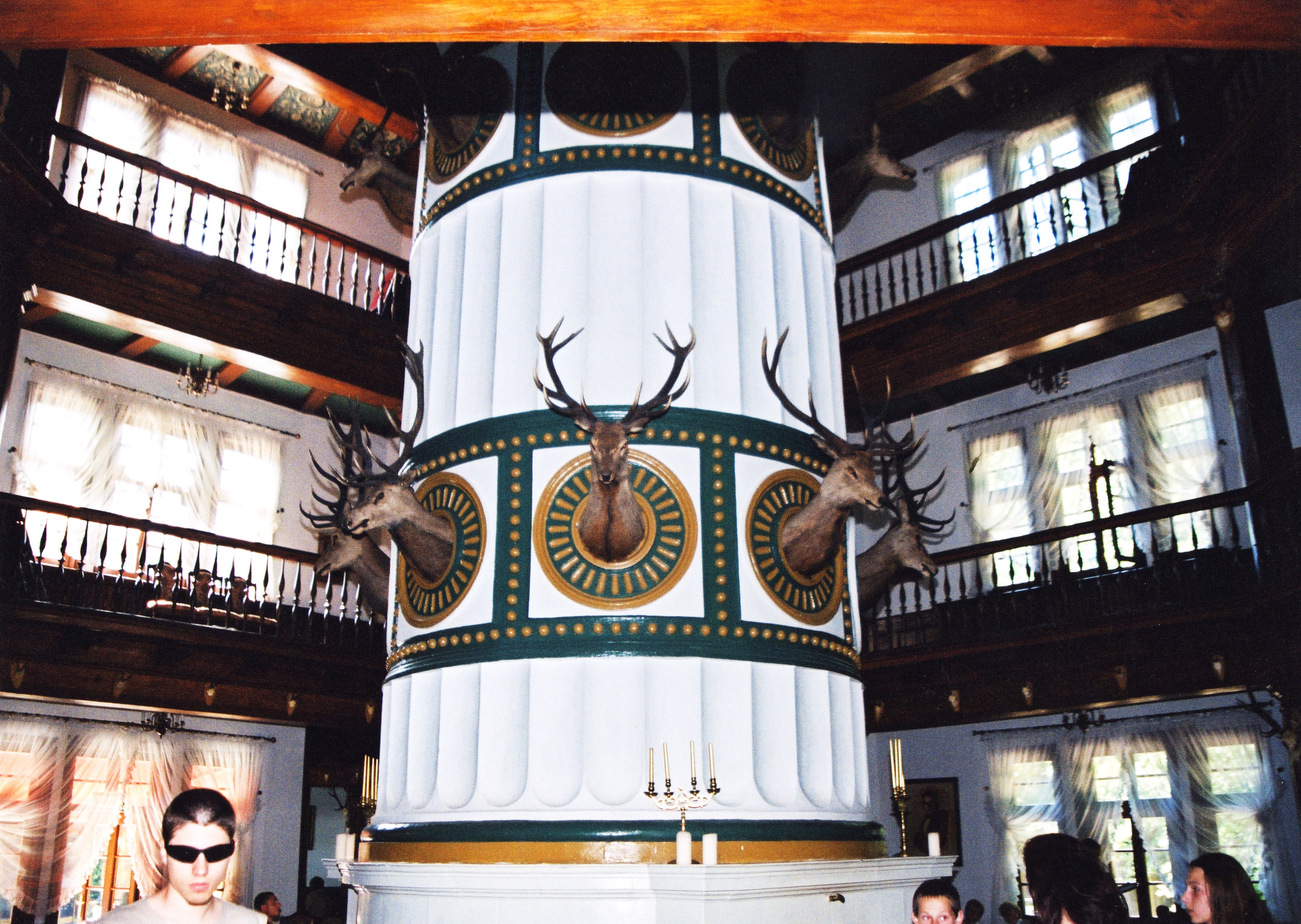
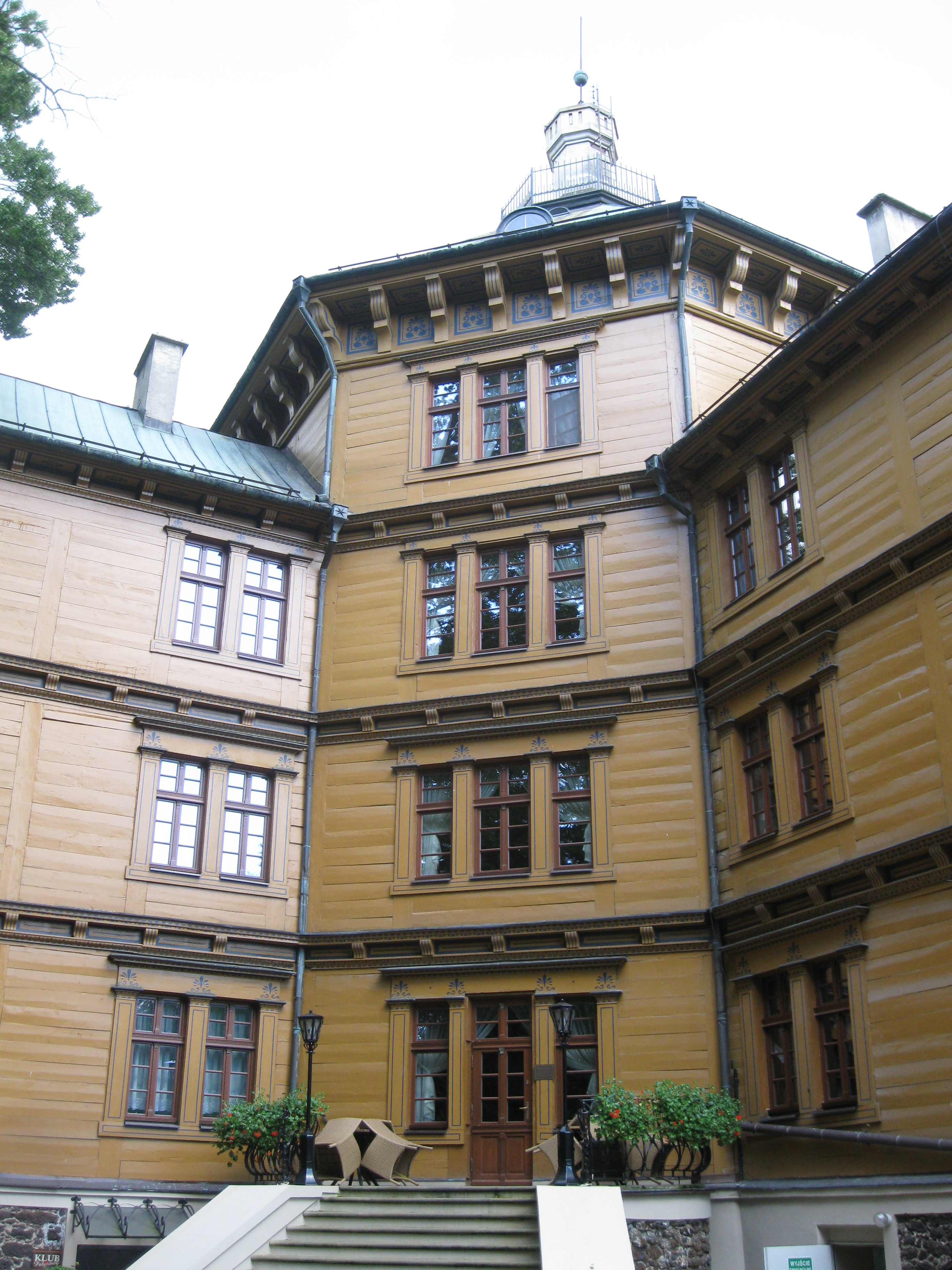
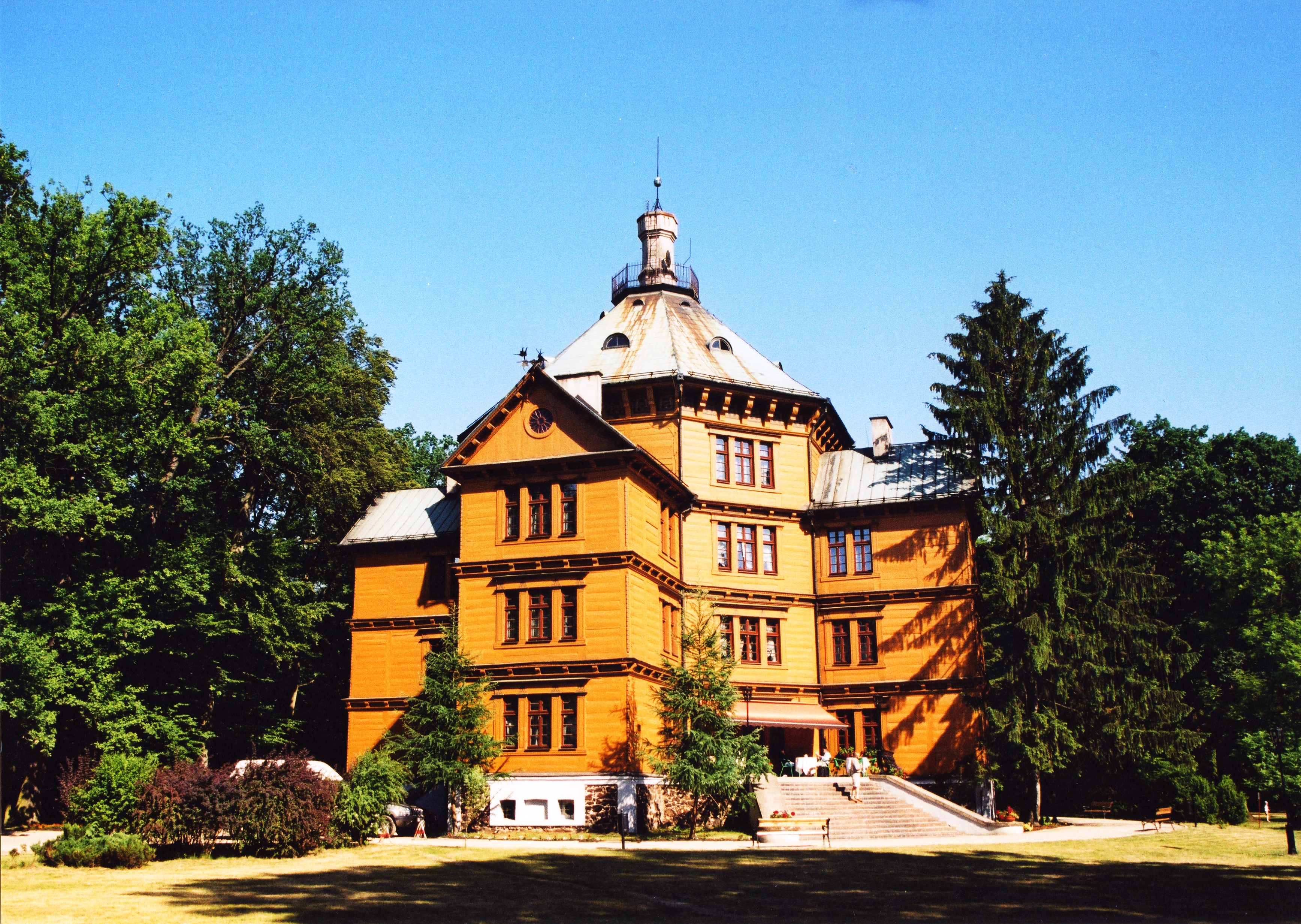